# Jhony Cano
Jhony Cano (Cartagena, Colombia; 14 de julio de 1989) es un futbolista colombiano. Juega como delantero y su equipo actual es el C. D. Iztapa de la Liga Nacional de Fútbol de Guatemala.

## Trayectoria
Comenzó su carrera futbolística en La Equidad, con el que jugó la Copa Sudamericana 2009 y Copa Sudamericana 2011. Jugó al lado de Santiago Arias.
En el 2016 llegó al Rionegro Äguilas. Con el club hizo una gran campaña, clasificando a la Copa Sudamericana 2017.
En 2018 firmó por Oriente Petrolero para jugar el campeonato local y la Copa Libertadores 2018.
A inicios del 2021 firmó por Atlético Grau, saliendo campeón de la Segunda División de Perú.

## Clubes
| Club                 | País                | Año                 | Partidos | Goles |
| -------------------- | ------------------- | ------------------- | -------- | ----- |
| La Equidad           | Colombia            | 2008 - 2011         | 49       | 14    |
| Real Cartagena       | Colombia            | 2012 - 2013         | 55       | 25    |
| Deportes Tolima      | Colombia            | 2014                | 11       | 0     |
| Atlético Huila       | Colombia            | 2014 - 2015         | 46       | 15    |
| Rionegro Águilas     | Colombia            | 2016                | 22       | 2     |
| Atlético Bucaramanga | Colombia            | 2017                | 34       | 7     |
| Oriente Petrolero    | Bolivia             | 2018                | 11       | 2     |
| Jaguares de Córdoba  | Colombia            | 2018                | 17       | 2     |
| Real Cartagena       | Colombia            | 2019 - 2020         | 30       | 11    |
| Valletta F. C.       | Malta               | 2020                | 3        | 1     |
| Atlético Grau        | Perú                | 2021                | 16       | 3     |
| Comerciantes Unidos  | Perú                | 2022                | -        | -     |
| Deportivo Iztapa     | Guatemala           | 2023 -              | -        | -     |
| Total en la carrera  | Total en la carrera | Total en la carrera | 294      | 82    |

## Palmarés

### Campeonatos nacionales
| Título        | Club          | País     | Año  |
| ------------- | ------------- | -------- | ---- |
| Copa Colombia | La Equidad    | Colombia | 2008 |
| Liga 2        | Atlético Grau | Perú     | 2021 |